# سلسلة جبال تخيدة
سلسلة جبال تخيدة أو (نقحرة: سييرا دي تيخيدا) هي سلسلة جبال بين مقاطعات مالقة وغرناطة في إسبانيا. جنبا إلى جنب مع سلسلة جبال المخارة إلى الشرق وسلسلة جبال الحمة إلى الغرب تشكل كتلة صخرية من الحجر الجيري تعمل حدودًا مادية بين المقاطعتين وتفصل الشرقية عن منخفض غرناطة . تحتوي الجبال على منتزه سلاسل جبال تخيدة والمخارة والحمة الطبيعي.